# Joseph Caillaux
Joseph-Marie Auguste Caillaux (Le Mans, 30 marzo 1863 – Mamers, 21 novembre 1944) è stato un politico francese. Fu presidente del Consiglio francese tra il 1911 e il 1912.

## Biografia
Presidente del Consiglio durante la crisi di Agadir (1911), evitò la guerra con la Germania. Ministro delle Finanze (1913), si dimise dopo che la moglie Henriette, il 16 marzo 1914, uccise il direttore del quotidiano Le Figaro Gaston Calmette, che lo aveva attaccato. Arrestato il 14 gennaio 1918 con l'accusa di intelligenza col nemico e di essere stato in contatto con alcuni traditori, fu assolto dall'imputazione più grave nel 1920. Tornò alla vita politica nel 1925 e fino al 1940 fece parte del Senato. Come presidente della Commissione Finanze ebbe un ruolo fondamentale nella redazione e nel controllo del bilancio preventivo. Strenuo avversario del partito socialista francese, nel 1937 contribuì alla caduta del governo del fronte popolare di Léon Blum.

## Opere
- Mes mémoires, 3 voll., Paris, Librairie Plon, 1942-1947